# وادي علوجة
وادي علوجة وهو أحد أودية اليمن وينزل من جبل كسمة والجعفرية ويمر بوادي الخايع إلى الجاح.